# (15963) Koeberl
(15963) Koeberl ist ein Asteroid des mittleren Hauptgürtels, der am 6. Februar 1998 von dem belgischen Astronomen Eric Walter Elst am La-Silla-Observatorium der Europäischen Südsternwarte in Chile (IAU-Code 809) entdeckt wurde. Unbestätigte Sichtungen des Asteroiden hatte es vorher schon am 8. August 1978 (1978 PH1) sowie am 1. September 1987 (1987 RX2) jeweils am Krim-Observatorium in Nautschnyj gegeben.
Der Asteroid gehört zur Eunomia-Familie, einer nach (15) Eunomia benannten Gruppe, zu der vermutlich fünf Prozent der Asteroiden des Hauptgürtels gehören. Die zeitlosen (nichtoskulierenden) Bahnelemente von (15963) Koeberl sind fast identisch mit denjenigen von drei kleineren (wenn man von der Absoluten Helligkeit von 15,0, 15,5 und 16,4 gegenüber 13,1 ausgeht) Asteroiden: (133581) 2003 UC55, (139333) 2001 KD47 und (174371) 2002 UZ31.
Der mittlere Durchmesser des Asteroiden wurde mit 8,590 (±0,340) km berechnet, die Albedo mit 0,166 (±0,022).
(15963) Koeberl wurde am 13. Juni 2006 nach dem österreichischen Geochemiker Christian Köberl benannt.